# Simone Bolelli
Simone Bolelli (Bolonha, 8 de Outubro de 1985) é um tenista profissional da Itália.
Simone Bolelli tenista italiano que foi n.8 do mundo em duplas em 2015, e alcançou sua melhor posição em simples em 2009, ficando em 36° da ATP, tem no currículo 2 vitórias em Futures e 3 em Challengers. Sua primeira participação em Grand Slam, foi o Roland Garros 2007, chegando a segunda rodada.

## Grand Slam finais

### Duplas: 1 (1 título)
| Posição | Ano  | Campeonato          | Piso | Parceiro      | Oponentes                           | Placar   |
| ------- | ---- | ------------------- | ---- | ------------- | ----------------------------------- | -------- |
| Campeão | 2015 | Aberto da Austrália | Duro | Fabio Fognini | Pierre-Hugues Herbert Nicolas Mahut | 6-4, 6-4 |

## Masters 1000 finais

### Duplas: 2 (2 vices)
| Posição | Ano  | Campeonato   | Piso   | Parceiro      | Oponentes                | Placar                |
| ------- | ---- | ------------ | ------ | ------------- | ------------------------ | --------------------- |
| Vice    | 2015 | Indian Wells | Duro   | Fabio Fognini | Jack Sock Vasek Pospisil | 6–4, 6–7(3–7), [10–7] |
| Vice    | 2015 | Monte Carlo  | Saibro | Fabio Fognini | Bob Bryan Mike Bryan     | 6–7(3–7), 1–6         |

## ATP career finais

### Simples: 1 (1 vice)
| Legenda                           |
| --------------------------------- |
| Grand Slam (0–0)                  |
| ATP World Tour Finals (0–0)       |
| ATP World Tour Masters 1000 (0–0) |
| ATP World Tour 500 Series (0–0)   |
| ATP World Tour 250 Series (0–1)   |

| Finais por Piso |
| --------------- |
| Duro (0–0)      |
| Saibro (0–1)    |
| Grama (0–0)     |
| Carpete (0–0)   |

| Posição | N. | Data        | Torneio                     | Piso   | Oponentes         | Placar                  |
| ------- | -- | ----------- | --------------------------- | ------ | ----------------- | ----------------------- |
| Vice    | 1. | 4 Maio 2008 | BMW Open, Munique, Alemanha | Saibro | Fernando González | 6–7(4–7), 7–6(7–4), 3–6 |

### Duplas: 8 (4 títulos, 4 vices)
| Legenda                           |
| --------------------------------- |
| Grand Slam (1–0)                  |
| ATP World Tour Finals (0–0)       |
| ATP World Tour Masters 1000 (0–2) |
| ATP World Tour 500 Series (0–1)   |
| ATP World Tour 250 Series (3–1)   |

| Finais por Piso |
| --------------- |
| Duro (1–2)      |
| Saibro (3–2)    |
| Grama (0–0)     |
| Carpete (0–0)   |

| Posição | N. | Data              | Torneio                                        | Piso     | Parceira          | Oponentes                           | Placar                |
| ------- | -- | ----------------- | ---------------------------------------------- | -------- | ----------------- | ----------------------------------- | --------------------- |
| Campeão | 1. | 1 Maio 2011       | BMW Open, Munique, Alemanha                    | Saibro   | Horacio Zeballos  | Andreas Beck Christopher Kas        | 7–6(7–3), 6–4         |
| Campeão | 2. | 30 Julho 2011     | ATP Studena Croatia Open, Umag, Croácia        | Saibro   | Fabio Fognini     | Marin Čilić Lovro Zovko             | 6–3, 5–7, [10–7]      |
| Vice    | 1. | 20 Outubro 2012   | Kremlin Cup, Moscou, Rússia                    | Duro (i) | Daniele Bracciali | František Čermák Michal Mertiňák    | 5-7, 3-6              |
| Campeão | 3. | 24 Fevereiro 2013 | Copa Claro, Buenos Aires, Argentina            | Saibro   | Fabio Fognini     | Nicholas Monroe Simon Stadler       | 6-3, 6-2              |
| Vice    | 2. | 2 Março 2013      | Abierto Mexicano Telcel, Acapulco, México      | Saibro   | Fabio Fognini     | Łukasz Kubot David Marrero          | 5-7, 2-6              |
| Campeão | 4. | 31 Janeiro 2015   | Abertp da Austrália, Melbourne, Austrália      | Duro     | Fabio Fognini     | Pierre-Hugues Herbert Nicolas Mahut | 6-4, 6-4              |
| Vice    | 3. | 22 Março 2015     | BNP Paribas Open, Indian Wells, EUA            | Duro     | Fabio Fognini     | Jack Sock Vasek Pospisil            | 6–4, 6–7(3–7), [10–7] |
| Vice    | 4. | 19 Abril 2015     | Monte-Carlo Rolex Masters, Monte Carlo, Mônaco | Saibro   | Fabio Fognini     | Bob Bryan Mike Bryan                | 6–7(3–7), 1–6         |

## Simples
| Legendaa(Simples)      |
| Grand Slam (0)         |
| Tennis Masters Cup (0) |
| ATP Masters Series (0) |
| ATP Tour (0)           |
| Challengers (4)        |
| Futures (2)            |

| N. | Data            | Torneio    | Piso     | Oponente na final | Placar        |
| 1. | 17 Maio 2004    | Verona     | Saibro   | Alex Vittur       | 6–1 7–6       |
| 2. | 5 Julho 2004    | Bologna    | Saibro   | Mattia Livraghi   | 6–2 6–3       |
| 3. | 3 Julho 2006    | Biella     | Saibro   | Ivo Minář         | 7–5, 3–6, 7–6 |
| 4. | 28 Agosto 2006  | Como       | Saibro   | Federico Luzzi    | 4–6, 6–3, 6–2 |
| 5. | 30 Abril 2007   | Tunis      | Saibro   | Andrei Pavel      | 4–6, 7–6, 6–2 |
| 6. | 5 Novembro 2007 | Bratislava | Duro (I) | Alejandro Falla   | 4–6, 7–6, 6–1 |